# Calomeria
Calomeria là một chi thực vật có hoa trong họ Cúc (Asteraceae).

## Loài
Chi Calomeria gồm các loài: